# Martha (film)
 For alternative betydninger, se Martha. (Se også artikler, som begynder med Martha)
Martha er en dansk folkekomedie fra 1967, skrevet af Erik Balling og Henning Bahs med instruktion af Balling.
Filmen handler grundlæggende om det gode skib "Martha", en gammel rustdynge som er meget elsket af besætningen. Undervejs i sejladsen møder de den norske konkurrents skib, "Harald", et langt større og flottere skib, end deres eget.
Hvert år i maj måned afholdes Store Marthadag i Svendborg, der fejrer filmen. Arrangementet afholdes i et samarbejde mellem byens biograf, der viser filmen i deres største sal og en restaurant på gågaden har indrettet en del af sit serveringsområde som messen ombord på skibet. Der er i alt 260 pladser hvert år, da dette er biografens kapacitet, og billetterne bliver solgt inden for meget kort tid.

## Medvirkende
| Skuespiller            | Filmrolle                           |
| ---------------------- | ----------------------------------- |
| Ove Sprogøe            | Hovmester Watson                    |
| Morten Grunwald        | 3. Mester Knud Hansen               |
| Poul Reichhardt        | Maskinchef Brovst                   |
| Poul Bundgaard         | 2. Mester Alf                       |
| Karl Stegger           | Kaptajn Peter Nielsen               |
| Preben Kaas            | Kok                                 |
| Helge Kjærulff-Schmidt | Skibsreder O.P.Andersen             |
| Lily Weiding           | Skibsrederens sekretær frk. Bruun   |
| Hanne Borchsenius      | Skibsrederens datter Lone Andersen  |
| Eleni Anousaki         | Den græske luder Laura              |
| Henrik Wiehe           | Styrmand                            |
| Birger Jensen          | Skibsdrengen Halfdan                |
| Paul Hagen             | Telegrafist Marius Knudsen          |
| Bjørn Puggaard-Müller  | Johansen, O.P.Andersens højre hånd  |
| Gunnar Bigum           | Regnskabschef                       |
| Holger Vistisen        | Dørmand                             |
| Sverre Wilberg         | Den norske skibsreder Tore Amundsen |
| Sotiris Moustacas      | Matros Hector                       |
| Anthony Papadopoulos   | Matros Aias                         |
| Odd Wolstad            | Kaptajn på Harald                   |
| Lone Luther            | Rengøringskone                      |
| Stavos Christofides    | Fyrbøderen Alexander                |
| Helge Appelquist       | Styrmand på Harald                  |

## Eksterne links
- Martha på Internet Movie Database (engelsk)
- Martha på Filmdatabasen
- Martha på danskefilm.dk
- Martha på danskfilmogtv.dk
- Martha på Scope
- Martha på The Movie Database (engelsk)